# Loebe Julie
Loebe Julie est un ingénieur américain, né le 10 décembre 1920 à New York et mort le 7 juin 2015. Il est crédité de l'invention du premier circuit amplificateur opérationnel avec entrées différentielles en 1943. 

## Biographie
Après avoir obtenu sa licence en génie électrique (Electrical engineering) au City College de New York en 1941, Loebe Julie travaille pendant deux ans à l'United States Army Signal Corps , en tant qu'ingénieur civil.  
En 1943, la Division 7 de la NDRC (National Defense Research Committee) passe un contrat avec la division des recherches militaires de l'Université Columbia pour améliorer et simplifier les circuits d'amplification à tube à vide à plusieurs étages conçus par Karl Dale Swartzel Jr. Cette invention permet de développer le M9 Gun Director qui, testé et mis au point en Angleterre, sera connecté au système de récepteurs radar et aux canons antiaériens.  
Encouragé par George A. Philbrick, qui fait alors partie de l'équipe de la Division 7, Loebe Julie conçoit un circuit utilisant deux tubes à vide à double triode qui non seulement a la caractéristique nouvelle d'une entrée différentielle, mais utilise moins de tubes. Ce circuit est ainsi beaucoup plus rapide, avec un produit gain-bande passante de 100 kHz, et plus économe en énergie (2 × 300 V à 10 mA, plus un tube chauffant) que les circuits précédents.
Après la guerre, Loebe Julie retourne à l'université, et obtient une maîtrise en mathématiques de l'Université de New York en 1954. En 1956, il fonde la société Julie Research Laboratories pour produire des résistances de précision, des normes d'étalonnage et des produits connexes. Loebe Julie est président et ingénieur en chef de sa société qui sera rachetée par Ohm-Labs en 2001.